# Lungulețu (gmina)
Lungulețu – gmina w południowej Rumunii, terytorialnie i administracyjnie należąca do okręgu Dymbowica.
W skład gminy wchodzą 3 miejscowości: Lungulețu, Oreasca i Serdanu. Według stanu na rok 2011 liczyła 5586 mieszkańców, zaś w roku 2021 jej liczebność wynosiła 5289 mieszkańców.